# Clavipanurgus impressus
Clavipanurgus impressus är en biart som först beskrevs av Warncke 1972.  Clavipanurgus impressus ingår i släktet Clavipanurgus och familjen grävbin. Inga underarter finns listade i Catalogue of Life.